# 小行星4971
小行星4971（英語：4971 Hoshinohiroba）是一颗围绕太阳公转的小行星。1989年1月30日，藤井哲也、渡邊和郎在北见发现了此天体。
这颗小行星的绝对星等为342.9208331469982等。